# Neolasioptera cordiae
Neolasioptera cordiae är en tvåvingeart som beskrevs av Edwin Möhn 1964. Neolasioptera cordiae ingår i släktet Neolasioptera och familjen gallmyggor.
Artens utbredningsområde är El Salvador. Inga underarter finns listade i Catalogue of Life.